# Відтінок

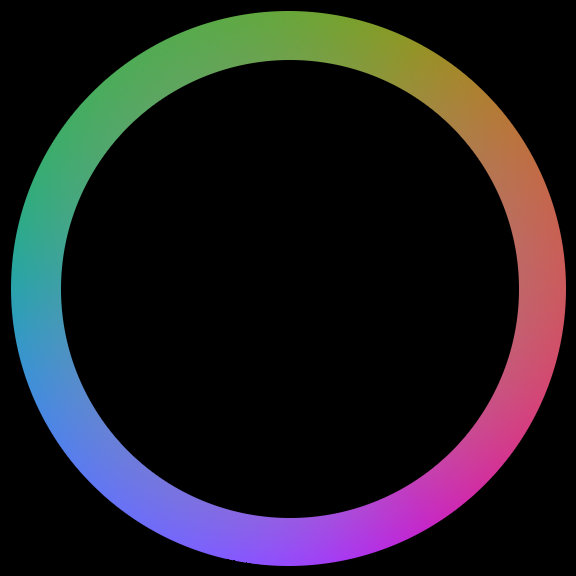
Всі кольори на цьому колірному колі мають однакову світлоту та насиченість, відрізняючись лише відтінком.

Тони кольорів в HSL/HSV кодуваннях RGB

У теорії кольору, відтінок або тон (англ. hue) — одна з трьох основних властивостей кольору, набір атрибутів, за яким його можна класифікувати як червоний, жовтий, зелений, блакитний, пурпурний або їхнє поєднання.
Зазвичай кольори одного відтінку розрізняють за допомогою прикметників, що вказують на їхню світлоту або насиченість — наприклад: «світло-блакитний», «пастельно-блакитний», «яскраво-синій», «кобальтово-синій». Виняток становить коричневий, що є темно-помаранчевим.
Тон кольору визначається характером розподілу випромінення в спектрі видимого світла, причому, в першу чергу, положенням піка випромінення, а не його інтенсивністю і характером розподілу випромінення в інших областях спектра.